# Uncinorhynchus karlingi
Uncinorhynchus karlingi är en plattmaskart som beskrevs av Kolasa 1977. Uncinorhynchus karlingi ingår i släktet Uncinorhynchus och familjen Gnathorhynchidae. Inga underarter finns listade i Catalogue of Life.